# Horace de Choiseul-Praslin
Pour les articles homonymes, voir Choiseul et Praslin.
Horace Eugène Antoine, comte de Choiseul-Praslin, né à Paris le 23 février 1837 et mort le 6 décembre 1915 à Paris 8e, est un diplomate et homme politique français, député sous la IIIe République, sous-secrétaire d'État aux Affaires étrangères de Jules Ferry en 1880-1881.

## Biographie

### Famille
Il est le huitième enfant du duc Charles-Laure-Hugues-Théobald de Choiseul-Praslin (1805-1847) et de son épouse Françoise Sebastiani de la Porta (1807-1847). Son père assassina sa mère avant de se suicider en prison, ce qu'on appela l'affaire Choiseul-Praslin sous la monarchie de Juillet.

### Mariages
Le 20 octobre 1864, Horace épouse en premières noces à Paris, Béatrix de Beauvau-Craon (1844-1895), fille du prince Charles de Beauvau-Craon (1793-1864) et de Ludmilla Komar (1819-1881), sœur de Delphine Potocka (née Komar). Ils ont pour résidence une dépendance du château de Sainte-Assise appartenant à la famille de Beauvau, le pavillon de Saint-Assise, qui reçoit alors le nom de « pavillon de Choiseul ».
Il se remarie à Paris le 25 mai 1906 avec une Américaine, Mary Hooper (1866-1948), veuve du marquis Paolo d'Adda Salvaterra. Ils habitent au pavillon de Choiseul de Viry-Châtillon. Il n'eut d'enfant ni du premier ni du second mariage.
Une courte carrière militaire (1853-1866)
Il entre dans la marine en 1853, puis s'engage en 1854, dans le 1er régiment de Hussards, fait les campagnes de Crimée et d'Italie. Il quitte l'armée en 1866 avec le grade de sous-lieutenant, ayant été honoré de la médaille militaire et de la Légion d'honneur.
Il se retire dans ses propriétés près de Melun et devient membre du conseil général de Seine-et-Marne (1867) et maire de Maincy.

### Carrière politique et diplomatique
À la fin du Second Empire, il est élu député de Seine-et-Marne en 1869 à 1870. Membre de l'opposition libérale, il vote contre le plébiscite de 1870 et contre l'entrée en guerre.
Après la chute de Napoléon III, il se fait élire chef d'un bataillon de la Garde nationale de Paris. Élu représentant en février 1871, il est nommé ministre plénipotentiaire en Italie en mars, mais renonce à ce poste en novembre. Réélu en Seine-et-Marne jusqu'en 1885, il siège  dans les rangs du centre-gauche, soutenant l'avènement de la IIIe République dans une perspective conservatrice. Lors de la crise du 16 mai 1877, il est signataire du manifeste des 363.
En 1880, il devient sous-secrétaire d'État aux Affaires étrangères  du premier gouvernement de Jules Ferry, qui dure jusqu'en novembre 1881.
En 1885, candidat sur la liste opportuniste, il n'a pas assez de voix pour être élu, compte tenu du succès de la liste radicale de Seine-et-Marne.
Aux élections de 1889, il se présente, toujours comme opportuniste, en Corse (arrondissement de Corte) et est élu. Mais en 1893, tentant de revenir en Seine-et-Marne, il est de nouveau battu et abandonne alors la vie politique.

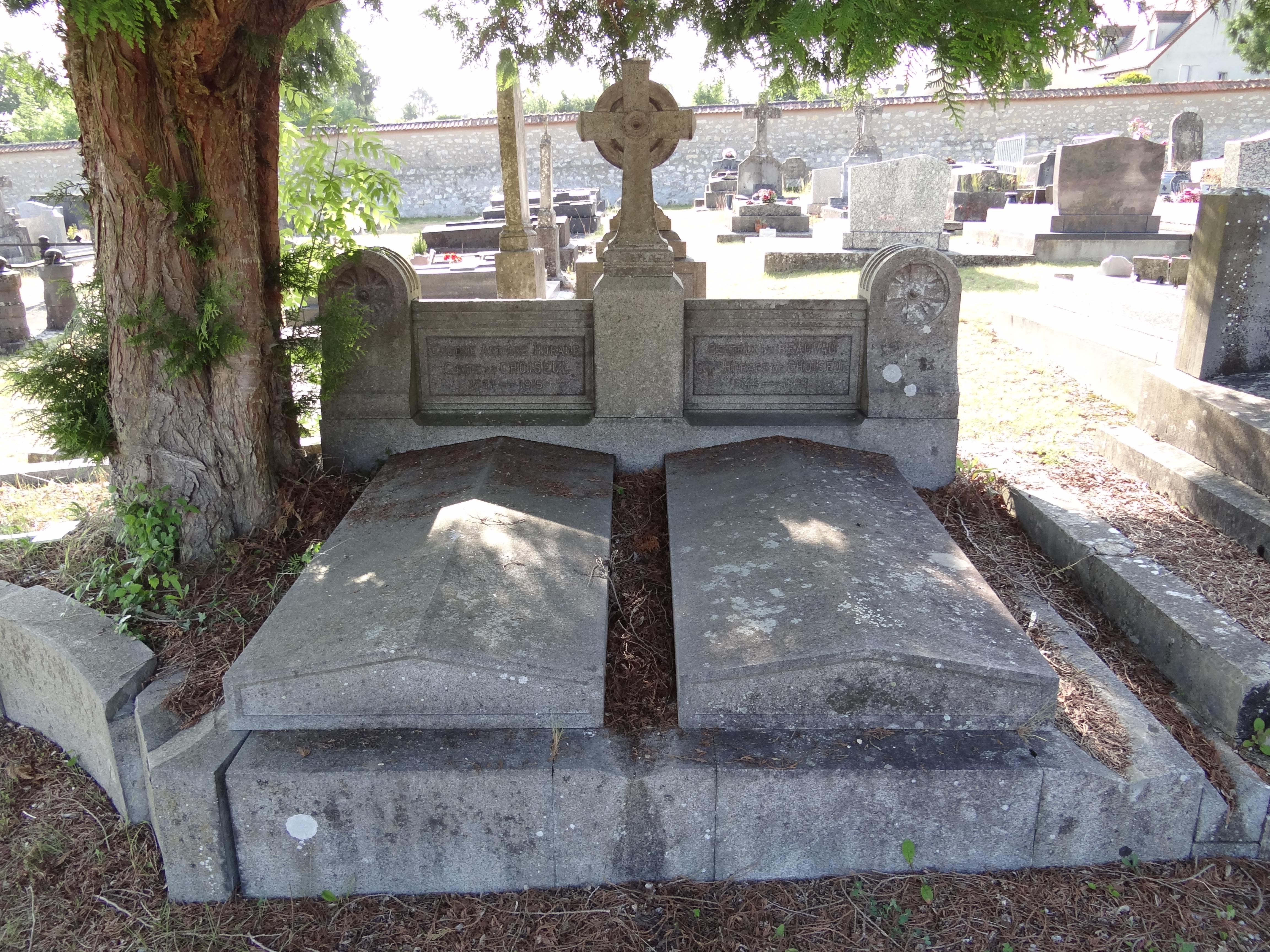
La tombe d'Horace de Choiseul-Praslin au cimetière de Maincy (Seine-et-Marne).

## Distinctions

### Décorations
- Chevalier de la Légion d'honneur (17 juin 1859)[4]
- Médaille militaire
- Médaille commémorative de la campagne d'Italie (1859)
- Médaille de Crimée (Royaume-Uni)

### Hommage
Une rue de Maincy et de Viry-Châtillon porte son nom.